# Chrysopilus stigmatias
Chrysopilus stigmatias är en tvåvingeart som först beskrevs av Jacques-Marie-Frangile Bigot 1887.  Chrysopilus stigmatias ingår i släktet Chrysopilus och familjen snäppflugor.
Artens utbredningsområde är Kuba. Inga underarter finns listade i Catalogue of Life.